# Eschweilera potaroensis
Eschweilera potaroensis é uma espécie de lenhosa da família Lecythidaceae.
Apenas pode ser encontrada no seguinte país: Guiana.